# 2018 en Afrique du Sud
Chronologie de l'Afrique du Sud
- 2014
- 2015
- 2016
- 2017
- 2018
- 2019
- 2020
- 2021
- 2022

Cet article présente les faits marquants de l'année 2018 en Afrique du Sud, ou concernant le pays.

## Évènements
- 14 février : Jacob Zuma démissionne de ses fonctions de président de l'Afrique du Sud, Cyril Ramaphosa lui succède le 15[1].
- 15 février : élection présidentielle sud-africaine de 2018 qui a lieu à l'Assemblée nationale réunie au Cap, la capitale parlementaire de l'Afrique du Sud, afin d'en élire le président. L'élection présidentielle sud-africaine s'effectue dans le cadre d'un scrutin indirect, le chef de l’État étant élu par les 400 députés de l'assemblée nationale du parlement[2].
- 20 avril : le président Ramaphosa quitte le sommet du Commonwealth en urgence pour se rendre à Mahikeng dans Nord-Ouest du pays, épicentre des violentes manifestations contre la corruption et la déficience des services publics[3].
- 10 juillet : accident d'un Convair 340 à Pretoria. L'accident s'est produit lorsqu'un Convair 340, appartenant à Rovos Air et acquis récemment par le musée néerlandais de l'aviation, Aviodrome, s'est écrasé lors d'un vol d'essai à Pretoria, en Afrique du Sud. L'avion a subi un incendie sur un de ses moteurs, quelques instants après le décollage, et s'est écrasé dans une usine alors que l'équipage tentait de le ramener à l'aéroport de Prétoria-Wonderboom, causant la mort de 3 personnes, dont une au sol, ainsi que 26 blessés.

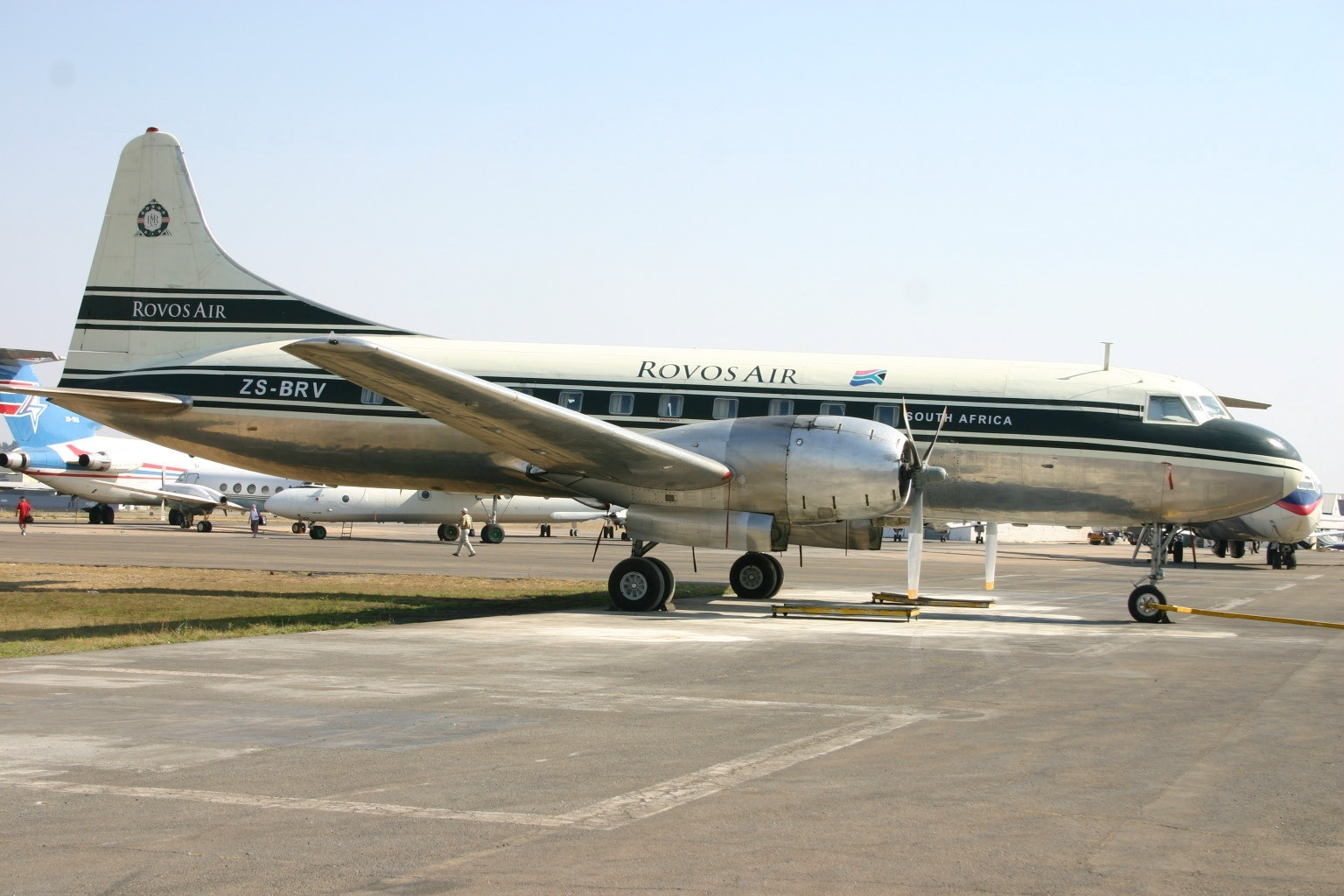
ZS-BRV, le Convair 340 impliqué dans l'accident, ici en septembre 2006, alors toujours en service pour Rovos Air.

- 11 septembre : datation d'un dessin au crayon d'ocre pointu sur une pierre vieux de 73 000 ans, découvert en 1991 dans la grotte de Blombos en Afrique du Sud, ce qui en fait le plus vieux dessin au crayon connu au monde[4] ;
- 24 septembre : Journée du patrimoine[5].
- 7 décembre : instauration d'un salaire minimum[6].

## Culture

### Cinéma
- Akasha (film).
- Mia et le Lion blanc.
- Les Moissonneurs.

## Sport
- Afrique du Sud aux Jeux olympiques d'hiver de 2018.

### Cyclisme
- Saison 2018 de l'équipe cycliste Dimension Data.

### Football
- Coupe COSAFA 2018.
- Championnat d'Afrique du Sud de football 2017-2018.

### Hockey sur glace
- Qualification pour la Division III du Championnat du monde junior de hockey sur glace 2018.
- Division III du Championnat du monde de hockey sur glace 2018.

### Ironman
- Championnats du monde d'Ironman 70.3 2018.

### Rugby
- Saison 2017-2018 du Pro14.
- Saison 2018 de Super Rugby
- The Rugby Championship 2018
- Tournoi d'Afrique du Sud de rugby à sept 2018.